# Festivalul de Film Documentar fARAD

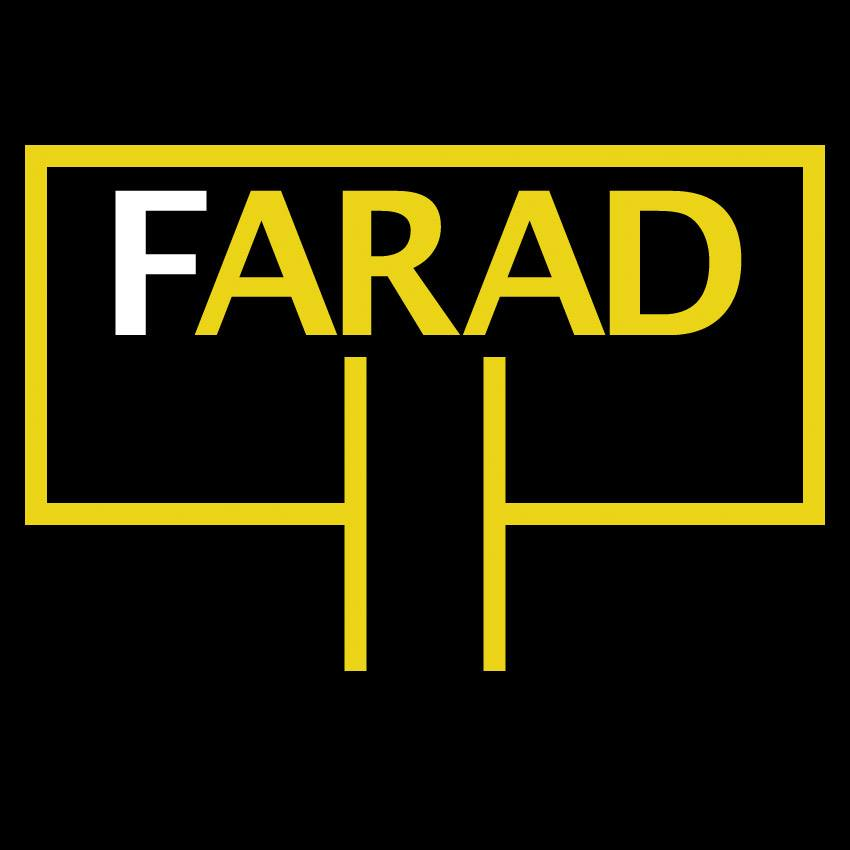

Festivalul de Film Documentar fARAD este un eveniment anual organizat de către Romanian Film Initiative și 111Film, desfășurat la Arad. Este al doilea festival de film produs de Romanian Film Initiative | FilmETC, după Making Waves: New Romanian Cinema, organizat la Lincoln Center în New York. Președintele festivalului este criticul Mihai Chirilov, iar Directorul Artistic este Mona Nicoară. 

### Prezentare generală
Festivalul a debutat în decembrie 2014, fiind descris ca „Un festival de film documentar original în peisajul național, a cărui identitate se inspiră din poziția de fontieră a Aradului, fARAD explorează diverse forme cinematografice de reprezentare a realității si modalități de a transcende limitele și granițele - formale sau naționale. Cu un nume care reunește practica filmului cu numele orașului gazdă, și în același timp sugerează capacitatea de condensa energie si de a transmite electricitate, fARAD prezintă filme documentare, hibride si experimentale.”

### Ediții
Prima ediție a fARAD-ului s-a desfășurat în perioada 21-22 decembrie 2014 la Cinema Arta din Arad, având ca temă Revoluția. Această temă a fost aleasă datorită împlinirii a 25 de ani de la Revoluția Română din 1989, și a fost exploatată local și internațional, la nivel personal și ca mișcare de masa, în perspectivă istorică și în prezentul imediat. 
În cele două zile de festival, la Cinema Arta au fost proiectate nouă filme documentare, printre care Maidan, București, unde ești?, Timișoara: decembrie 1989 și Videogramele unei revoluții. Evenimentul special al acestei prime ediții l-a constituit proiecția a 11 filme experimentale din anii 70-80, realizate de către membrii grupului kinema ikon.
Ediția a doua s-a desfășurat între 15-18 octombrie 2015 în același cinematograf arădean și a cuprins nouă proiecții și două evenimente conexe (Zona fARAD și Atelier fARAD) desfășurate în KF, un local mai puțin convențional din Arad. Printre documentarele incluse în selecția festivalului s-au regăsit și Amy, Bondoc, Virunga și Citizenfour, documentarul despre cazul lui Eduard Snowden. Dacă în primul an, evenimentul ieșit din tipare a fost proiecția unor experimentale ale celor de la kinema ikon, anul acesta a fost proiecția filmului Omul cu camera de filmat, regizat în 1929 de către Dziga Vertov. Proiecția a fost acompaniată live de către Dj Dubase, care a reușit să țină publicul atent la peliculă.

### Cinema Arta

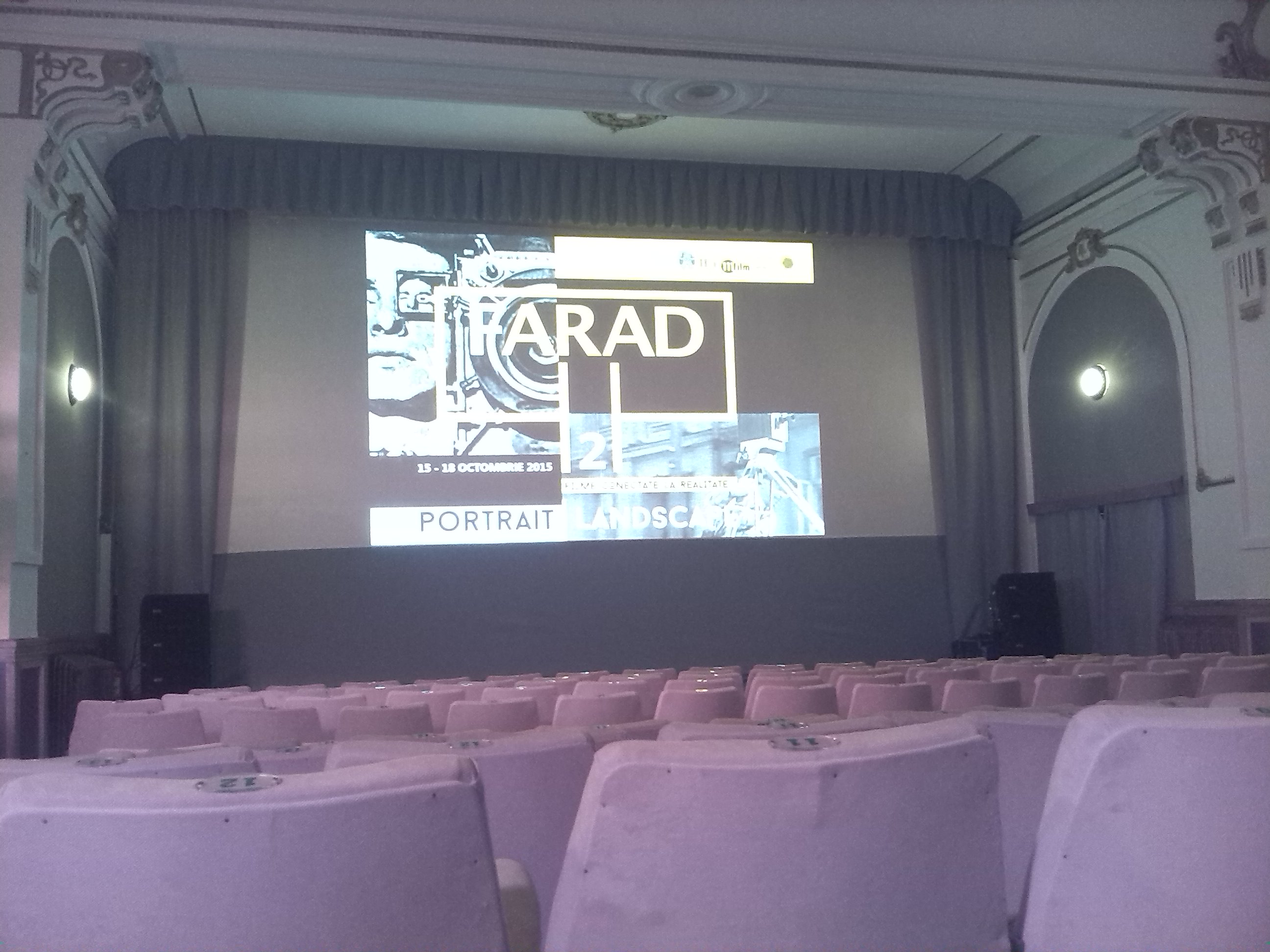
Sala mare, în timpul celei de-a doua ediții fARAD (2015)

Construit în 1924, Cinematograful Arta este locul în care s-au desfășurat primele două ediții ale fARAD-ului. Denumit inițial Cinema Central, Tineretului în perioada comunistă, iar din 1990 Arta, cinematograful are în componență o sală mare, cu 220 de locuri, o sală mică, cu 50 de locuri și o grădină de vară funcțională, în care se realizează începând cu 2017 proiecții de film și evenimente pe timpul lunilor calde. Grădina de Vară a Cinematografului Arta prezintă și o lucrare murală monumentală (16m înălțime x 12m lățime) realizată în 2021 de artistul Radu Pandele. 